# Zenaga
Zenaga [Eigenbezeichnung: Tuẓẓungiyyä] ist eine Berbersprache, die zwischen Mederdra und der Atlantikküste in Süd-Mauretanien gesprochen wird. Die Sprecherzahl wurde im Jahr 2008 auf knapp 5000 geschätzt, mit abnehmender Tendenz. Die Sprache ist vom Aussterben bedroht, da sie nur noch von älteren Personen gesprochen und nicht an Kinder weitergegeben wird. Letztere lernen stattdessen Hassania, den in Mauretanien dominierenden Dialekt der Arabischen Sprache, der seinerseits eine größere Zahl Lehnwörter aus dem Zenaga enthält.
Zenaga ist wahrscheinlich die ungewöhnlichste überlebende Berbersprache. Die Sprache hat zwar die gleiche Grundstruktur wie andere Berbersprachen, aber Lautveränderungen wie l → y, ɣ (q) → ʔ und die Aufgabe der ursprünglichen Vokalquantitäten haben das Bild der Sprache stark verändert.
Der Name Zenaga kommt von einem früher viel größeren Berberstamm, den arabische Geografen des Mittelalters Sanhadscha nannten. Der Name des Flusses Senegal leitet sich ebenfalls von Zenaga ab.
Zenaga wird von muslimischen Nomaden gesprochen, die schwarzafrikanische und mittelöstliche Vorfahren haben. Einige sind Nachfahren von Sklaven, die vor Jahrhunderten in diversen Kriegen gefangen genommen wurden.
Der ISO 639-2 Code für Zenaga ist: zen.

## Lautsystem

### Konsonanten
Das Zenaga unterscheidet eine relativ große Zahl von Konsonanten:
|                       | Labiale | Dentale | emphatische Dentale | Palatale | Velare | Postvelare | Pharyngale |
| --------------------- | ------- | ------- | ------------------- | -------- | ------ | ---------- | ---------- |
| stimmlose Plosive     |         | t       |                     | č        | k      | (q)        |            |
| stimmhafte Plosive    | b       | d       | ḍ                   | ǧ        | g      |            |            |
| stimmlose Frikative   | f       | θ       | θ̣                   |          | (x)    |            | (ḥ)        |
| stimmhafte Frikative  | v       | ð       | ð̣                   |          | ɣ      |            | (ʕ)        |
| stimmlose Sibilanten  |         | s       |                     | š        |        |            |            |
| stimmhafte Sibilanten |         | z       | ẓ                   | ž, ž̠     |        |            |            |
| Nasale                | m       | n       |                     | ñ        |        |            |            |

Dazu kommen l, r, w, y, sowie die Glottale ʔ, h. Die eingeklammerten Laute sind selten und vor allem in arabischen Fremdwörtern anzutreffen.
ž̠ ist eine schwächer artikulierte Variante von ž.
Die Konsonanten f, t und k kommen (mit sporadischen Ausnahmen in arabischen Fremdwörtern) nicht zwischen Vokalen vor, sondern werden dort durch v, ð bzw. g ersetzt. Der Konsonant v kommt im Wesentlichen auch nur in dieser Position vor und kann daher als positionsbedingte Variante von f aufgefasst werden.

### Kurze und lange Konsonanten
Wie die anderen Berbersprachen kennt auch das Zenaga einen Gegensatz von kurzen und langen Konsonanten. Ein Wechsel von kurzen und langen Konsonanten findet unter anderem bei vielen Verben zwischen dem Präteritum und dem Durativ statt. Bei einem Teil der Konsonanten besteht tatsächlich nur ein Unterschied bezüglich der Länge, so etwa bei t, m und f. Die folgende Tabelle zeigt einige solche Alternationen (lange Konsonanten sind doppelt geschrieben):
| Paar kurz-lang | Beispielverb mit der Bedeutung... | 3.sg.mask. Präteritum | 3.sg.mask. Durativ |
| -------------- | --------------------------------- | --------------------- | ------------------ |
| t - tt         | „bleiben“                         | yuktäy                | yikättäy           |
| m - mm         | „ertragen“                        | yiž̠mär                | yiž̠ämmär           |
| f - ff         | „sich ausbreiten“                 | yətfä                 | yiðäffä            |

Bei einem anderen Teil der Konsonanten wird der Unterschied in der Länge von einem zusätzlichen Unterschied in der Artikulation begleitet. Zusammengehörige Paare lassen sich gut anhand der Alternationen im Verbalsystem identifizieren. Folgendes sind die wichtigsten zusammengehörigen Paare:
| Paar kurz-lang | Beispielverb mit der Bedeutung...           | 3.sg.mask. Präteritum                       | 3.sg.mask. Durativ                          |
| -------------- | ------------------------------------------- | ------------------------------------------- | ------------------------------------------- |
| š - ss         | „hinabsteigen“                              | yukšär                                      | yikässär                                    |
| ð - dd         | „liegen“                                    | yūðäž̠                                       | yāddäž̠                                      |
| ð̣ - ḍḍ         | „leihen“                                    | yuṛð̣äy                                      | yiṛaḍḍäy                                    |
| θ - zz         | (keine Alternation im Verbalsystem bekannt) | (keine Alternation im Verbalsystem bekannt) | (keine Alternation im Verbalsystem bekannt) |
| θ̣ - ẓẓ         | „zerbrechen“                                | yaṛθ̣a                                       | yiṛaẓẓa                                     |
| y - ll         | „werfen“                                    | yəž̠yäh                                      | yiž̠älläh                                    |
| ž̠ - žž         | (keine Alternation im Verbalsystem bekannt) | (keine Alternation im Verbalsystem bekannt) | (keine Alternation im Verbalsystem bekannt) |

Infolgedessen kommen Konsonanten wie š, y etc. überwiegend als Kürzen, Konsonanten wie s, l etc. überwiegend als Längen (ss, ll) vor. Die jeweils umgekehrte Variante (šš, yy, s, l etc.) ist in der Regel ebenfalls möglich, jedoch seltener und zum Teil weitgehend auf arabische Fremdwörter beschränkt.
Lange Konsonanten können prinzipiell auch am Anfang und Ende eines Wortes stehen. In diesem Fall ist die Länge allerdings kaum oder nicht hörbar. Sofern die Längung mit einem Wechsel der Artikulationsart einhergeht, bleibt die Unterscheidung trotzdem gewahrt. In anderen Fällen kann die Opposition von Kürzen und Längen in dieser Position verlorengehen. Beispielsweise beginnt der Durativstamm zahlreicher Verben mit tt- (yə-ttättä „er isst“). Wenn aber kein Präfix vorangeht, ist die Doppelung weder als Länge hörbar noch in der Artikulationsart, da sich diese zwischen kurzem und langem t nicht unterscheidet (tättaʔn „sie essen“ statt *ttättaʔn).

### Emphatische Konsonanten
Das Zenaga besitzt wie andere Berbersprachen und das Arabische emphatische Konsonanten, die durch einen untergestellten Punkt markiert werden. Sie werden mit einer Verengung des Mundraums durch Anhebung der Zunge artikuliert und wirken sich auch auf die Artikulation benachbarter Vokale aus. Da sich das Phänomen oft auf Silben oder ganze Wörter erstreckt, kann zweifelhaft sein, welche Konsonanten genau als emphatisch zu notieren sind. Man nimmt für das Zenaga wie generell für andere Berbersprachen an, dass vor allem ḍ und ẓ (sowie deren Varianten ð̣ und θ̣) primär emphatisch sein können und sich die Emphase von dort auf benachbarte Konsonanten ausbreitet. Doch kommen im Zenaga besonders ṛ, f̣ und ṃ ebenfalls als primär emphatische Laute vor.

### Vokale
In der Dokumentation von Taine-Cheikh werden folgende Kurzvokale unterschieden: a, ä, o, ə, i, u. Die Vokale sind aber teilweise durch die konsonantische Umgebung vorhersagbar. Wahrscheinlich liegen nur zwei Phoneme vor: /a/ (häufigste Realisierung ä, daneben a vor allem neben ʔ und emphatischen Konsonanten, sowie o vor allem neben Labialen und Velaren), sowie /ə/ (im Wechsel mit i, neben Labialen und Velaren oft u). In der Dokumentation treten ə und i mehr oder weniger als freie Varianten auf; sie werden hier aber gemäß den Quellen wiedergegeben.
Des Weiteren existieren drei Langvokale: ā, ī, ū. Diese sind klar unterschieden und werden nicht so sehr wie die Kurzvokale durch die konsonantische Umgebung beeinflusst.

### Glottal stop
Der Glottal stop (Symbol ʔ) kommt im Zenaga außergewöhnlich häufig vor, jedoch nie als Länge. Er zeigt die positionelle Besonderheit, dass er nur im Wortinnern am Silbenende, also vor einem Konsonanten erscheint. Am Wortende kommt kein offensichtlicher glottal stop vor, doch besteht folgender interessanter Zusammenhang:
- Wörter, die auf einfachen Vokal enden, erhalten einen glottal stop, sobald ein Suffix angefügt wird: yəttättä „er isst“ - tättaʔ-n „sie essen“. Man kann annehmen, dass diese Wörter in der zugrundeliegenden Form auf glottal stop enden, der aber am Wortende nicht artikuliert wird.
- Wörter, die auf -h enden, verlieren dieses vor Suffix: yənäbbäh „er sagt“ - näbbä-n „sie sagen“. Man kann annehmen, dass diese Wörter in der zugrundeliegenden Form auf Vokal enden, der aber am Wortende in -h ausklingt.
- Langvokale gehören immer zur zweiten Gruppe, d. h., sie klingen am Wortende in -h aus und haben keinen verborgenen glottal stop: yəttäggāh „er hört auf“ - täggā-n „sie hören auf“

## Personalpronomen
Das Zenaga unterscheidet beim Pronomen das Geschlecht nicht nur – wie das Deutsche – in der 3. Pers. sg., sondern in den 2. und 3. Personen im Singular und Plural:
|                  | selbständig  | Suffix nach Präposition | Possessiv- suffix | Objektsuffix | Objektsuffix nach ʔ | Dativsuffix |
| ---------------- | ------------ | ----------------------- | ----------------- | ------------ | ------------------- | ----------- |
| 1.sg. „ich“      | niʔkk        | -iʔh                    | -iʔn              | -iʔh         | -iʔh                | -iʔh        |
| 2.sg.mask. „du“  | kəkk         | -ki                     | -ənk              | -ki          | -āg                 | -āg         |
| 2.sg.fem. „du“   | kəmm         | -käm                    | -əm               | -käm         | -ām                 | -ām         |
| 3.sg.mask. „er“  | nəttä        | -š                      | -ənš              | -ti          | -iʔh                | -āš         |
| 3.sg.fem. „sie“  | nəttäʔhäð    | -š                      | -ənš              | -täð         | -iyäð               | -āš         |
| 1.pl. „wir“      | nəkni        | -näg                    | -ənnaʔn           | -aʔnäg       | -aʔnäg              | -aʔnäg      |
| 2.pl.mask. „ihr“ | nətni        | -kūn                    | -ənnūn            | -kūn         | -āgūn               | -āgūn       |
| 2.pl.fem. „ihr“  | nətnaʔgəmñäð | -kəmñäð                 | -ənnäðkəmñäð      | -kəmñäð      | -āgəmñäð            | -āgəmñäð    |
| 3.pl.mask. „sie“ | nəhni        | -šän                    | -ənšän            | -tän         | -nän                | -āšän       |
| 3.pl.fem. „sie“  | nəhnäʔññäð   | -šəññäð                 | -ənšəññäð         | -təññäð      | -ññäð               | -āšəññäð    |

## Substantiv

### Übersicht
Das Substantiv bildet im Zenaga zwei Genera (Maskulinum und Femininum) sowie zwei Numeri (Singular und Plural). Diese werden generell durch Präfixe und/oder Suffixe markiert, so dass Genus und Numerus normalerweise aus der Form ablesbar sind. Für die meisten Substantive gilt das folgende Schema:
|          | Singular | Plural |
| -------- | -------- | ------ |
| maskulin | a-       | ə-an   |
| feminin  | ta-t     | tə-ən  |

Dabei wird das Phonem /a/ je nach Kontext durch a, ä oder o, das Phonem /ə/ je nach Kontext durch ə, i oder u realisiert.
Diese Formenbildung kann man gut an Stämmen wie den folgenden illustrieren, die in beiden Geschlechtern vorkommen:
- ämɣar „alter Mann, Chef, Sheich“ - uṃɣarän „alte Männer“ - tämɣart „alte Frau“ - tuṃɣarən „alte Frauen“ (Stamm: -mɣar-)
- oʔḅḅäy „Sklave“ - uʔḅḅäyän - toʔḅḅäll „Sklavin“ - tuʔḅḅäyn „Sklavinnen“ (Stamm: -ʔḅḅäy-)
- ärð̣äy „männliche Hyäne“ - ərðäyän „männliche Hyänen“ - tärðäll „weibliche Hyäne“ - tərðäyin „weibliche Hyänen“ (Stamm: -rð̣äy-)
- äyiʔm „männliches Kamel“ - iʔymän „männliche Kamele“ - täyi(ʔ)mt „weibliches Kamel“ - tiʔymən „weibliche Kamele“ (Stamm: -yiʔm- ~ -ʔym-)
- äðuʔmri „männliche Wüstenspringmaus“ - əðuʔmräʔn „männliche Wüstenspringmäuse“ - täðuʔmriʔð „weibliche Wüstenspringmaus“ - təðuʔmraʔn „weibliche Wüstenspringmäuse“ (Stamm: -ðuʔmr-)

Im Detail kommen zahlreiche Besonderheiten und Unregelmäßigkeiten hinzu. Zu beachten ist insbesondere:
- Die meisten Feminina beginnen mit einem Präfix t- und enden (im Singular) mit einem Suffix -t. Eine geringe Zahl femininer Substantive weist das Suffix nicht auf, z. B. taxssäh „Bauch“, täwž̠ih „Ei“, täšši „Kuh“. Ganz vereinzelt fehlt auch noch das feminine Präfix: yuṃṃih „Mutter“, yäðmäh „Schwester“.
- Die Endung -t für das Femininum Singular ist allerdings nur nach einigen Konsonanten direkt sichtbar (z. B. nach -m, -r, -k). Mit anderen Konsonanten verschmilzt sie zu einem langen Konsonanten, wobei dann die Artikulationsveränderungen eintreten, die oben im Abschnitt „Kurze und lange Konsonanten“ besprochen wurden (z. B. y + t → ll, θ̣ + t → ẓẓ). Nach Vokal (sehr selten) sowie nach Vokal + ʔ und Vokal + y wird die Endung -t als -ð realisiert.
- Auslautender Vokal wird vor Suffix wie Vokal + ʔ behandelt (vgl. oben den Abschnitt „Glottal stop“).

### Die Pluralbildung im Einzelnen
Zunächst einige weitere Beispiele für Pluralformen, die regelmäßig sind oder nur geringe Besonderheiten aufweisen:
- äššaʔr „Baum“ - šaʔrän „Bäume“
- ägoʔðər „Geier“ - əgoʔðərän „(die) Geier“
- täyəṛθ̣aẓẓ „Hase“ - tiyəṛθ̣aθ̣ən „Hasen“
- äššäbbäš „Jahr“ - iššäbbäšän „Jahre“
- oʔf̣f̣uð „Knie“ - uʔf̣f̣uðan „(die) Knie“
- äšäggär „Schlüssel“ - əšäggärän „(die) Schlüssel“
- äwgθīh „Sohn“ - ugθān „Söhne“ (Kontraktion -īh + -an → -ān)
- äðäri „Stern“ - əðärän „Sterne“ (-i des Singulars fällt bei diesem Wort im Plural ab)
- aṣṣ „Tag“ - uṣṣan „Tage“
- äwkši „Zahn“ - ūkšän „Zähne“ (ə + w → ū)

Gelegentlich kommt im Plural gegenüber dem Singular ein glottal stop hinzu oder es fällt einer fort:
- að̣aʔṛ „Fuß“ - əð̣aṛan „Füße“
- täwrəss „Weg“ - tuʔršaʔn „Wege“ (am Ende š + t → ss)

Einige Wörter, besonders solche, die auf Vokal plus -h auslauten, zeigen eine Pluralendung -ayn:
- taθ̣uð̣ „Axt“ - tīθ̣äyn „Äxte“
- täwž̠ih „Ei“ - tūž̠äyn „Eier“
- täwgθətt „Tochter“ - tugθäyn „Töchter“
- ägunnih „Wald“ - ugunnäyn „Wälder“

Andere Wörter zeigen eine Pluralendung -ūn. Häufig haben diese nicht die sonst üblichen Alternationen bei den Präfixen:
- taxssäh „Bauch“ - taxssūn „Bäuche“
- əll „Fluss“ - ällūn „Flüsse“
- əmmi „Mund“ - əmmūn „Münder“
- əθri „Seite“ - äθrūn „Seiten“

Zahlreiche Substantive ändern im Plural ihren Stamm. Die häufigste Änderung besteht in der Ersetzung eines Stammvokals -i-/-ə- oder -u- des Singulars durch -a- im Plural:
- tänf̣uẓẓ „Backenzahn“ - tənf̣aθ̣ən „Backenzähne“
- aʔžžiy „Esel“ - uʔžžäyän „(die) Esel“
- təffiʔð „Geschenk“ - tuf̣f̣aʔn „Geschenke“
- tunḍull „Grab“ - tunḍayən „Gräber“
- əmīð̣niš „Maus“ - əmāð̣näššän „Mäuse“
- äʔžžər „Monat“ - īžžärän „Monate“
- taɣθəll „Niere“ - tuɣθäyin „Nieren“
- täššänḍuḍḍ „Spiegel“ - təššändäðən „(die) Spiegel“
- aɣð̣uð̣ „Vogel“ - uɣð̣að̣än „Vögel“
- täḅyuɣiʔð „Wolke“ - tuḅyaɣən „Wolken“

Als Stammänderung im Plural kommt gelegentlich auch die Verdopplung eines Konsonanten vor:
- ävuʔš „Hand“ - uvässän „Hände“
- ūy „Herz“ - ällūn „Herzen“
- iʔšəm „Name“ - ässäṃṃūn „Namen“

Schließlich können auch weitergehende Stammveränderungen im Plural vorkommen:
- täniʔð „Brunnen“ - tūnən „(die) Brunnen“
- tənəščəmt „Frau“ - tənəššīmən „Frauen“
- ämäddäwkč „Freund“ - əmdukkäyän „Freunde“
- īði „Hund“ - uð̣an „Hunde“
- täšši „Kuh“ - ətšiʔðän „Kühe“
- oʔǧi „Pferd“ - iʔšän „Pferde“
- täššillift „Zecke“ - ətšəčfən „Zecken“
- taʔḍḍ „Ziege“ - tūlläðən „Ziegen“

Einer Minderheit von Substantiven fehlt im Singular das Präfix a-:
- tuḍḍ „Auge“ - tuḍḍayn „Augen“
- tšiymiʔð „Fisch“ - tšiymaʔn „Fische“
- təlliss „Geschichte“ - təlləšən „Geschichten“
- waʔr „Löwe“ - waʔrän „Löwen“
- iǧǧ „Mann“ - īžinän „Männer“
- turuṃt „Woche“ - turämən „Wochen“

Zu dieser Gruppe kann man auch einige Substantive zählen, die im Singular mit i- anlauten und im Plural mit a-. Die Annahme ist dabei die, dass der Vokal i- zum Stamm gehört und im Plural durch -a- ersetzt wird:
- iʔssi „Knochen“ - aʔssän „(die) Knochen“
- īð̣ „Nacht“ - āð̣an „Nächte“
- īn „Zelt“ - ānän „Zelte“

Umgekehrt haben einige Substantive ein stabiles Präfix a-, das auch im Plural erhalten bleibt:
- äytäb „Buch“ - äytäbän „Bücher“
- tägumbuyiʔð „Flasche“ - tägumbuyən „Flaschen“
- äčfaɣa „Lehrer“ - äčfaɣän „(die) Lehrer“
- ärägäž̠ „Mann“- ärägäž̠än „Männer“
- äräh „Stunde“ - äräyn „Stunden“
- täššuffäh „Viper“ - täššuffäyn „Vipern“
- ašɣaɣ „Zwillingsbruder“ - ašɣaɣän „Zwillingsbrüder“

Einzelne Substantive, die schon durch die Tatsache unregelmäßig sind, dass sie nicht das normale Singularpräfix haben, bilden den Plural durch Voranstellung eines Präfixes əð-:
- yuṃṃih „Mutter“ - əðyuṃṃih „Mütter“
- aʔll „Ort, Stelle“ - əðwaʔllitt „Orte, Stellen“
- kārä „Sache“ - əðkārūn „Sachen“
- bābäh „Vater“ - əðḅäwḅäh „Väter“

Im Gegensatz zu manchen anderen Berbersprachen werden von arabischen Lehnwörtern keine arabischen Pluralformen verwendet, sondern der Plural wird mit einheimischen Mitteln gebildet.

### Singularia tantum und Pluralia tantum
Einige Substantive werden nur in der Pluralform verwendet. Hierzu zählen anders als im Deutschen auch manche Bezeichnungen für Flüssigkeiten:
- əðämmän „Blut“
- əmäräwän „Eltern“
- ətssän „Kleider; Kleidung“
- ämän „Wasser“

Umgekehrt kommen Bezeichnungen für Abstrakta oft nur im Singular vor. Viele von diesen sind Feminina:
- taʔṣkäkt „Bau“
- täffäšt „Feuchtigkeit“
- tämað̣uḍḍ „Fieber“
- täyšbətt „Größe“
- tətt „Wahrheit“

## Possession
Es steht immer die Reihenfolge Possessum – Possessor. Wenn der Possessor nominal ist, werden beide durch die Partikel n getrennt. Eine Kasusmarkierung, etwa entsprechend unserem Genitiv, gibt es nicht.
Als Besonderheit ist zu beachten, dass das Possessum seinen Auslaut verändern kann: Vor der Partikel n kommt einerseits der verborgene glottal stop vokalisch auslautender Substantive zum Vorschein, und andererseits wird ein in der isolierten Form auslautendes -h abgestoßen:
- əmmi „Mund“ + īði „Hund“ → əmmiʔ n īði „der Mund des Hundes“
- ogθīh „Sohn“ + ādəm „Adam“ → ogθī n ādəm „Sohn Adams“ = „Mensch“

Ist der Possessor pronominal, so wird ein Possessivsuffix gebraucht (Formen oben im Abschnitt „Personalpronomen“):
- iʔf „Kopf“ - iʔfənš „sein/ihr Kopf“ - iʔfiʔn „mein Kopf“
- täwgθətt „Tochter“ - täwgθəttənš „seine Tochter“
- ävuʔš „Hand“ - ävuʔšənš „seine Hand“
- iʔšəm „Name“ - iʔšmənš „sein Name“
- täyimt „Kuh“ - täyimtəm „deine(fem.) Kuh“
- āddäy „Turban“ - āddäynk „dein Turban“

Auch hier gilt wieder, dass ein Substantiv, das in Isolation auf Vokal auslautet, vor Suffix ein zusätzliches ʔ erhält:
- əmmi „Mund“ - əmmiʔnš „sein/ihr Mund“ - əmmiʔnk „dein Mund“
- əθri „Seite“ - əθriʔnš „seine Seite“

Und ein Substantiv, das auf Vokal + h auslautet, verliert vor Suffix dieses h:
- äwgθīh „Sohn“ - äwgθīnš „sein Sohn“
- tīyih „Schaf“ - tīyənš „sein Schaf“
- täðämräh „Rede“ - täðämränš „seine Rede“
- taxssäh „Bauch“ - taxssänš „sein Bauch“
- täwrih „Arbeit“ - täwrinš „seine Arbeit“

Das -n- der Possessivsuffixe verschmilzt mit einem auslautenden -n des Plurals:
- tuḍḍayn „Augen“ - tuḍḍaynš „seine Augen“
- umnän „Kamele“ - umnänš „seine Kamele“
- ämän „Wasser“ - ämänš „sein Wasser“

## Demonstrativum
Eine Entsprechung für das Pronomen „dieser“ besteht in dem Suffix -äð (Singular) / -ið (Plural):
- äyiʔm-äð „dieses Kamel“

## Verb

### Personalaffixe
Das Verb bildet mit Hilfe von Prä- und Suffixen 9 verschiedene Personalformen. In der 3.Pers.sg. und der 2./3.Pers.pl. werden maskuline und feminine Formen unterschieden. Die Personalaffixe sind für alle Tempora und für alle Verben gleich. Da die Person im Verb schon eindeutig markiert ist, können Verben im Normalfall ohne zusätzliches Personalpronomen verwendet werden.
Hier die Formen am Beispiel des Präteritums von „laufen“ (Stamm -uʔgam-).
|            | Affixe  | im Präteritum von „laufen“ | Übersetzung |
| ---------- | ------- | -------------------------- | ----------- |
| 1.sg.      | -äg     | uʔgamäg                    | ich lief    |
| 2.sg.      | t-äð    | tuʔgamäð                   | du liefst   |
| 3.sg.mask. | y-      | yuʔgam                     | er lief     |
| 3.sg.fem.  | t-      | tuʔgam                     | sie lief    |
| 1.pl.      | n-      | nuʔgam                     | wir liefen  |
| 2.pl.mask. | t-äm    | tuʔgumäm                   | ihr lieft   |
| 2.pl.fem.  | t-ämñäð | tuʔgumämñäð                | ihr lieft   |
| 3.pl.mask. | -än     | uʔgumän                    | sie liefen  |
| 3.pl.fem.  | -əññäð  | uʔgamiññäð                 | sie liefen  |

In diesem und anderen Verben kommt es in der letzten Stammsilbe der 2.pl. und der 3.pl.mask. zu einem Vokalwechsel /a/ → /ə/ (fallweise realisiert als i oder u).
Einige Beispiele von anderen Verben:
- yännuʔṃäš „er liebt“ - tännuʔṃäš „sie liebt“ - ännuʔṃiššän „sie lieben“ - ännuʔṃäššäg „ich liebe“ - tännuʔṃäššäð „du liebst“
- yuf̣f̣aθ̣ „er biss“ - uffaθ̣ag „ich biss“ - uf̣f̣uθ̣an „sie bissen“
- yənnäh „er sagte“ - tənnäh „sie sagte“ - ənnäg „ich sagte“ - ənnän „sie sagten“
- yäðbāh „er ging“ - äðbāg „ich ging“ - äðbān „sie gingen“
- yərmäš „er nahm“ - tərmäš „sie nahm“ - tərmäššäm „ihr nahmt“
- yəšbä „er hat getrunken“ - əšbaʔn „sie haben getrunken“ - əšbaʔññäð „sie(fem.pl.) haben getrunken“
- yəššä „er kam“ - təššäð „du kamst“
- yahað̣ „er kann“ (formal Präteritum) - tahð̣að „du kannst“ - nähað̣ „wir können“

### Tempora
Das Zenaga unterscheidet drei Tempora:
- Das Präteritum
- Den Aorist. Er unterscheidet sich vom Präteritum durch die Vokalisation des Stammes. Der Aorist kommt vor allem in einigen speziellen grammatischen Verbindungen vor, so (1) nach der Partikel äð, was entweder einem Wunschsatz mit „sollen“ oder einem Konditionalsatz mit „wenn“ entspricht: äð yäwgni „er soll recht haben / wenn er recht hat“, (2) nach Modalverben: tahð̣að təššīwiyäð „du kannst sprechen“, und (3) als Fortsetzungsform für nicht-initiale Sätze, besonders als Fortsetzung des Imperativs.
- Den Durativ, der wiederholte oder gerade verlaufende Handlungen ausdrückt und oft unserem Präsens entspricht. Er weist einen verlängerten Stamm auf, meist entweder durch Verdopplung des mittleren Konsonanten oder durch Hinzufügung von tt- vor den Stamm.

In negierten Sätzen können sich die Verbalformen verändern. Das Präteritum fast aller Verben ändert in negierten Sätzen seine Vokalisation. Beim Durativ ändern einige Verben in negierten Sätzen ihre Vokalisation, andere nicht. Der Aorist besitzt keine speziellen negativen Formen.

### Konjugation: Das dominierende Vokalisationsmuster
Die meisten Verben sind zweisilbig und haben folgendes Vokalisationsmuster: -ə-a- im Präteritum, -ə-ə- im negierten Präteritum, -a-ə- im Aorist, -ə-ä--ä- mit Verdopplung des mittleren Stammkonsonanten im Durativ. Generell sind die üblichen Lautregeln des Zenaga zu beachten, nämlich die kontextbedingten Anpassungen der Vokalphoneme /a/ und /ə/ sowie Veränderungen einiger Konsonanten je nach ihrer Position:
|               | Präteritum | negiertes Präteritum | Aorist | Durativ  |
| ------------- | ---------- | -------------------- | ------ | -------- |
| „hinabgehen“  | yukšär     | yukšər               | yokšər | yikässär |
| „hinausgehen“ | yəzgär     | yizgər               | yäzgər | yiθäggär |
| „hineingehen“ | yukšäm     | yukšum               | yäkšum | yikässäm |
| „liegen“      | yūðäž̠      | yūðəž̠                | yäwðəž̠ | yāddäž̠   |
| „nehmen“      | yərmäš     | yərməš               | yärməš | yirämmäš |
| „schließen“   | yuθ̣ṃað̣     | yuθ̣ṃuð̣               | yaθ̣ṃuð̣ | yəθ̣aṃṃað̣ |
| „schreiben“   | yuktäb     | yuktub               | yäktub | yikättäb |
| „sprechen“    | yəðmär     | yəðmər               | yäðmər | yiðämmär |

Andere Verben bilden den Durativ nicht durch Verdopplung eines Konsonanten, sondern durch Voranstellen von tt- vor den Stamm. Dies betrifft unter anderem all diejenigen Verben, die schon in der Stammform einen langen Konsonanten haben:
|           | Präteritum | negiertes Präteritum | Aorist | Durativ   |
| --------- | ---------- | -------------------- | ------ | --------- |
| „beißen“  | yuf̣f̣aθ̣     | yuf̣f̣uθ̣               | yaf̣f̣uθ̣ | yəttäffaθ̣ |
| „helfen“  | yuwäš      | yuwuš                | yäwuš  | yəttäwäš  |
| „stehlen“ | yuʔgär     | yuʔgər               | yoʔgər | yəttaʔgər |
| „waschen“ | yəräð      | yirəð                | yärəð  | yittärəð  |
| „wissen“  | yəssän     | yəssən               | yässən | yəttässän |

In solchen Verben, deren Stamm im Präteritum und im Durativ auf -a- plus Konsonant endet, wandelt sich in der 2.pl. und 3.pl.mask. das -a- zu -ə-:
- yəzgär „er ging hinaus“ - əzgərän „sie gingen hinaus“
- yiθäggär „er geht hinaus“ - θäggərän „sie gehen hinaus“
- yuwäš „er half“ - uwuššän „sie halfen“
- yəttäwäš „er hilft“ - täwuššän „sie helfen“
- yuθ̣ṃað̣ „er schloss“ - uθ̣ṃuð̣an „sie schlossen“

Dadurch fallen das positive und das negative Präteritum in diesen Personen zusammen, z. B. ist əzgərän „sie gingen hinaus“ zugleich die Form des positiven und des negativen Präteritums.
Manche Verben haben im Prinzip dasselbe Vokalisationsmuster, aber enden auf Vokal. Im Auslaut wird das Phonem /ə/ konsistent als i realisiert:
|                          | Präteritum | negiertes Präteritum | Aorist | Durativ  |
| ------------------------ | ---------- | -------------------- | ------ | -------- |
| „kommen“                 | yəššä      | yišši                | yäšši  | yəttäššä |
| „(ver)lassen“            | yəǧǧä      | yiǧǧi                | yäǧǧi  | yətäǧǧä  |
| „setzen, stellen, legen“ | yigä       | yigi                 | yägi   | yəttäggä |
| „sich kleiden“           | yičšä      | yičši                | yäčši  | yiyässä  |
| „weinen“                 | yīyä       | yīyi                 | yäyyi  | yāllä    |

Bei Anfügen der meisten Personalendungen (aber nicht der 1./2.sg.) erhalten solche Verben einen stammauslautenden glottal stop. Außerdem geht der Unterschied zwischen auslautendem -a und -i und damit der Unterschied zwischen positivem und negativem Präteritum vor einer Personalendung verloren:
- yičšä „er aß“ - yičši „er aß“ (negatives Präteritum) - əčšaʔn „sie aßen“ (zugleich positives und negatives Präteritum)
- yičšä „er kleidete sich“ - əčšaʔn „sie kleideten sich“
- yiyässä „er kleidet sich“ - yässaʔn „sie kleiden sich“
- yukf̣ä „er gab“ - ukf̣aʔn „sie gaben“
- yəttäggä „er legt“ - täggaʔn „sie legen“

Hier das komplette Paradigma des Präteritums von „essen“:
| 1.sg.      | əčšäg      | ich aß   |
| 2.sg.      | təčšäð     | du aßest |
| 3.sg.mask. | yičšä      | er aß    |
| 3.sg.fem.  | təčšä      | sie aß   |
| 1.pl.      | nəčšä      | wir aßen |
| 2.pl.mask. | təčšaʔm    | ihr aßt  |
| 2.pl.fem.  | təčšaʔmñäð | ihr aßt  |
| 3.pl.mask. | əčšaʔn     | sie aßen |
| 3.pl.fem.  | əčšaʔññäð  | sie aßen |

Wieder andere Verben enden auf kurzen oder langen Vokal plus -h. Das Vokalisationsmuster bleibt prinzipiell dasselbe:
|                 | Präteritum | negiertes Präteritum | Aorist | Durativ   |
| --------------- | ---------- | -------------------- | ------ | --------- |
| „aufhören“      | yuggāh     | yuggīh               | yoggīh | yəttäggāh |
| „hören“         | yugrāh     | yugrīh               | yogrīh | yəgärāh   |
| „sich erinnern“ | yuktāh     | yuktīh               | yoktīh | yikättāh  |
| „werfen“        | yəž̠yäh     | yəž̠yih               | yäž̠yih | yiž̠älläh  |

Vor Suffix fällt das -h fort:
- yuktāh „er erinnerte sich“ - uktān „sie erinnerten sich“ (diese Form fungiert auch als Plural zum negativen Präteritum yuktīh)
- yikättāh „er erinnert sich“ - kättān „sie erinnern sich“

Auslautender Kurzvokal wird, je nach Verb, vor einem Suffix entweder abgestoßen oder mit dem Suffix zu einem Langvokal zusammengezogen:
- yənnäh „er sagte“ - ənnän „sie sagten“ (diese Form auch im negativen Präteritum)
- yəž̠yäh „er warf“ - əž̠yān „sie warfen“ (diese Form auch im negativen Präteritum)
- yuʔgäh „er weigerte sich“ - uʔgān „sie weigerten sich“

Eine Reihe von Verben zeigen unregelmäßige Durativformen verschiedener Art:
|             | Präteritum | negiertes Präteritum | Aorist | Durativ  |
| ----------- | ---------- | -------------------- | ------ | -------- |
| „aufstehen“ | yunkär     | yunkur               | yänkur | yäynkär  |
| „essen“     | yičšä      | yičši                | yäčši  | yəttättä |
| „finden“    | yuθ̣ṛa      | yuθ̣ṛi                | yaθ̣ṛi  | yəθ̣aṛä   |
| „geben“     | yukf̣ä      | yukf̣i                | yäkf̣i  | yākä     |
| „laufen“    | yuʔgam     | yuʔguṃ               | yoʔguṃ | yäykäm   |
| „lernen“    | yuɣrä      | yuɣri                | yaɣri  | yiɣarä   |
| „sagen“     | yənnäh     | yənnəh               | yizzən | yənäbbäh |
| „schlagen“  | yuwäh      | yuwih                | yäwih  | yukka(ʔ) |
| „trinken“   | yəšbä      | yəšbi                | yäšbi  | yəθässä  |

### Konjugation: Seltenere Vokalisationsmuster
Daneben gibt es Verben mit selteneren Vokalisationsmustern, die vom Hauptmuster abweichen, nämlich:
-a-a- im Präteritum, -ə-ə- im negierten Präteritum, -a-ə- im Aorist, z. B.:
|              | Präteritum | negiertes Präteritum | Aorist | Durativ |
| ------------ | ---------- | -------------------- | ------ | ------- |
| „gehen“      | yäðbāh     | yiðbīh               | yäðbīh | yäyðbāh |
| „nehmen“     | yäzgä      | yizgi                | yäzgi  | yiθäggä |
| „zerbrechen“ | yaṛθ̣a      | yuṛθ̣i                | yaṛθ̣i  | yiṛaẓẓa |

-a-a- im Präteritum, -ə-ə- im negierten Präteritum und im Aorist. Zu dieser Klasse gehören auch einige dreisilbige Verben. Beispiele:
|                | Präteritum | negiertes Präteritum | Aorist    | Durativ      |
| -------------- | ---------- | -------------------- | --------- | ------------ |
| „arbeiten“     | yäwräh     | yūrih                | yūrih     | yəttūrih     |
| „begleiten“    | yäddäg     | yiddug               | yiddug    | yəttuddug    |
| „bleiben“      | yäwgä      | yūgi                 | yūgi      | yittūgi      |
| „füllen“       | yuθ̣að̣      | yuθ̣uð̣                | yuθ̣uð̣     | yəttuθ̣uð̣     |
| „sich einigen“ | yämkännāh  | yuṃkunnīh            | yuṃkunnīh | yəttuṃkunnīh |
| „sich setzen“  | yaʔmä      | yiʔmi                | yiʔmi     | yittiʔmi     |
| „sprechen“     | yäššāwäy   | yiššīwiy             | yiššīwiy  | yiššāwäy     |

Andere dreisilbige Verben haben in der mittleren Silbe -ə-, z. B.:
|                  | Präteritum | negiertes Präteritum | Aorist    | Durativ   |
| ---------------- | ---------- | -------------------- | --------- | --------- |
| „lieben, wollen“ | yännuʔṃäš  | yənnuʔṃiš            | yənnuʔṃiš | yətnuʔṃiš |
| „schlafen“       | yaṣṣuṃṃäh  | yuṣṣuṃṃih            | yuṣṣuṃṃih | yətṣuṃṃih |

-a-ə- im Präteritum, -ə-ə- im negierten Präteritum und im Aorist, z. B.:
|                 | Präteritum | negiertes Präteritum | Aorist | Durativ   |
| --------------- | ---------- | -------------------- | ------ | --------- |
| „Durst haben“   | yäffuð     | yuffuð               | yuffuð | yətfäð    |
| „gesund werden“ | yoʔf̣ur     | yuʔf̣ur               | yuʔf̣ur | yəttuʔf̣ur |
| „sich fürchten“ | yaxšuð̣     | yuxšuð̣               | yuxšuð̣ | yəttaxšuð̣ |

-ə-a- im Präteritum, -ə-ə- im negierten Präteritum und im Aorist, z. B.:
|         | Präteritum | negiertes Präteritum | Aorist  | Durativ   |
| ------- | ---------- | -------------------- | ------- | --------- |
| „sehen“ | yuẓẓaʔṛ    | yuẓẓuʔṛ              | yuẓẓuʔṛ | yətmaʔðär |

-a-a- im positiven und negativen Präteritum und im Aorist, z. B.:
|          | Präteritum | negiertes Präteritum | Aorist | Durativ  |
| -------- | ---------- | -------------------- | ------ | -------- |
| „können“ | yahað̣      | yahað̣                | yahað̣  | yəttuhuð̣ |

-a-ə- im positiven und negativen Präteritum und im Aorist, z. B.:
|           | Präteritum | negiertes Präteritum | Aorist | Durativ   |
| --------- | ---------- | -------------------- | ------ | --------- |
| „sterben“ | yäṃṃih     | yäṃṃih               | yäṃṃih | yətmättäh |

### Imperativ
Der Imperativ Singular ist identisch mit dem Stamm des Aorists ohne Prä- oder Suffixe:
- äktub „schreib!“
- äčši „iss!“

Im Plural fügt man eine der Endungen -äm (mask.) oder -mñäð (fem.) an:
- äktubäm / äktubəmñäð „schreibt!“
- äčšaʔm / äčšaʔmñäð „esst!“

Es existieren auch weniger gut dokumentierte Imperativbildungen auf der Basis des Durativs.

### Partizip
Ein sogenanntes Partizip bildet man, indem man die Verbalformen der 3. Person mit den Suffixen -än (Singular) bzw. -ən (Plural) verbindet. Demgemäß entstehen drei Formen: Mask.sg., Fem.sg. und Plural. Für die Verben, die ihr -a- in der 3.pl. zu -ə- umlauten, gilt -ə- für alle drei Formen des Partizips. Das Partizip ist sowohl vom Präteritum als auch vom Durativ bildbar:
- yuð̣aṛ „er fiel“ (Präteritum) - yuð̣uṛ-än „der fiel“ - tuð̣uṛ-än „die fiel“ - uð̣uṛn-ən „die fielen“
- yäykäm „er läuft“ (Durativ) - iǧǧ yäykäm-än „ein Mann, der läuft“ - īžinän äykämn-ən „Männer, die laufen“

## Adjektiv
Adjektive ähneln im Zenaga formal den Verben und haben ähnlich wie diese Personalsuffixe, allerdings niemals Personalpräfixe. Wenn Adjektive attributiv verwendet werden, treten sie in die Form des Partizips, d. h., sie haben im Singular die Endung -än und im Plural die Endung -nən. Sie stehen nach ihrem Bezugswort:
- äyiʔm äðäy-än „ein schwarzes Kamel“ - iʔymän äðiy-nin „schwarze Kamele“
- tənəščəmt maṣk-än „eine kleine Frau“

Prädikative Adjektive nehmen Personalendungen an, die zum Teil denen finiter Verben ähneln:
- nəttä äðäy „er ist schwarz“ (ohne Endung)
- nəttaʔhäð äðäy-äð „sie ist schwarz“
- nəhni äðäy-ið „sie sind schwarz“
- šäṃṃuð̣-ag „ich bin kalt“

## Pronominales Objekt
Das pronominale Akkusativ- oder Dativobjekt wird durch Suffixe am Verb ausgedrückt. Die Formen der Suffixe sind oben im Abschnitt „Personalpronomen“ aufgeführt. Beispiele:
- yäskär-ti „er tat es“
- äktub-ti „schreib es!“
- yukf̣-iʔh kāräh „er gab mir etwas“ (kāräh = „Sache, etwas“)

Zwischen Vokalen wird -t- und -k- der Suffixe zu -ð- bzw. -g-:
- yugrāh „er hörte“ + -ti → yugrāði „er hörte ihn“
- yugrāh „er hörte“ + -ki → yugrāgi „er hörte dich“
- yugrāðän „er hörte sie(pl.)“

aber:
- ugrāntän „sie hörten sie(pl.)“

Die Personalendung -g von Verben in der 1. Pers. sg. fällt vor einem Objektssuffix entweder ab oder wird zu einem glottal stop reduziert (letzteres besonders vor Dativsuffixen):
- äskäräg „ich tat“ + -ti → äskäräði „ich tat es“
- ənnäg „ich sagte“ + -ti → ənnäði „ich sagte es“
- ənnäg „ich sagte“ + -āg → ənnaʔg „ich sagte dir“
- ənnäg „ich sagte“ + -āš → ənnaʔš „ich sagte ihm/ihr“

Auch in anderen Fällen treten gewisse Assimilationserscheinungen auf:
- yuθ̣að̣ „er füllte“ + -ti → yuθ̣aḍḍi „er füllte ihn“

Wenn das Verb auf Vokal mit verborgenem glottal stop endet (Typ yəǧǧä „lassen“) und das Verb in einer Personalform verwendet wird, die keine Personalendung anfügt, so wird eine spezielle Reihe von Suffixen für das direkte Objekt verwendet (Formen in der Tabelle oben):
- yəǧǧiʔh „er ließ ihn“ - yəǧǧāg „er ließ dich“ - yəǧǧaʔnäg „er ließ uns“ - yəǧǧənän „er ließ sie(pl.)“

Wenn ein Dativsuffix und ein Akkusativsuffix gleichzeitig stehen, so kommt das Dativsuffix zuerst:
- yäskär-āg-ti „er tat es für dich“
- äskär-aʔm-ti „ich tat es für dich(fem.)“
- äskär-aʔs-si „ich tat es für ihn“ (mit Assimilation š + t → ss)

## Präpositionen
Das Zenaga besitzt Präpositionen. Auf diese folgt entweder ein Substantiv oder ein Personalsuffix:
- əð „mit“ - əðki „mit dir(mask.)“ - əðkäm „mit dir(fem.)“ - əðnäg „mit uns“ - ətš „mit ihm/ihr“ - ətšän „mit ihnen“

Die Präposition ðäg „in“ hat vor Suffix leicht unregelmäßige Formen:
- ðäʔgiʔh „in mir“ - ðäʔgnäg „in uns“ - ðäʔš „in ihm/ihr“

Das indirekte (dativische) Objekt wird durch die Präposition i(y) wiedergegeben; für den pronominalen Dativ existieren aber spezielle Klitika (siehe oben unter „Pronominales Objekt“).

## Negation
Sätze negiert man durch die Negation wär „nicht“, die vor dem Verb steht. Sofern vorhanden, muss die Negation mit den speziellen negativen Varianten der Tempora verbunden werden. Wie oben dargestellt, unterscheidet sich bei fast allen Verben der Stamm im positiven Präteritum und im negativen Präteritum. Wenn wär dem Verb unmittelbar vorangeht, was meistens der Fall ist, wird das auslautende -r mit einem Personalpräfix n- zu -nn- und mit einem Personalpräfix y- zu -ll- kontrahiert:
- yəzgär „er ging hinaus“ - wäl-lizgər (aus wär + yizgər) „er ging nicht hinaus“ (negatives Perfekt)
- wär əgäg „ich legte nicht“ - wän-nəgi „wir legten nicht“ - wäl-ləgi „er legte nicht“
- əčšäg „ich aß“ - wär əčšäg „ich aß nicht“

Ein Großteil der Verben bildet auch für den negativen Durativ eine spezielle Stammvariante mittels eines Vokalwechsels a → ə:
- yuḍḍaʔṛ „er fällt“ - wäl-luḍḍuʔṛ „er fällt nicht“
- yəθ̣aṛa „er findet“ - wäl-luθ̣uṛi „er findet nicht“
- yākä „er gibt“ - wäl-līki „er gibt nicht“
- yətfäð „er hat Durst“ - wäl-lətfəð „er hat keinen Durst“
- yəgärāh „er hört“ - wäl-lugurīh „er hört nicht“
- yəttättä „er isst“ - wäl-ləttitti „er isst nicht“
- yəttäššä „er kommt“ - wäl-littišši „er kommt nicht“

Verben, die im Durativ schon ə-Vokalisation haben, bleiben in der negativen Form unverändert. Dies gilt aber auch für einige Verben mit a-Vokalisation:
- yäyðbāh „er geht“ - wäl-läyðbāh „er geht nicht“
- yäynkär „er steht auf“ - wäl-läynkär „er steht nicht auf“

Der Imperativ kann nicht direkt negiert werden. Stattdessen treten Modalsätze mit äð + Aorist ein. Der Aorist ändert im Zusammenhang mit der Negation seine Vokalisation nie:
- äčši „iss!“ - äð wär täčšiʔð „du sollst nicht essen / iss nicht!“
- äð wär tärmišäð „du sollst nicht nehmen / nimm nicht!“

Wenn pronominale Objektssuffixe vorhanden sind, so hängen sie im negierten Satz nicht am Verb, sondern wandern an die zweite Stelle im Satz, d. h. meist hinter die Negation wär:
- yukf̣-āg „er gab dir“, aber: wär-āg yukf̣i „er gab dir(-āg) nicht“
- wär-ās-si yukf̣i „er gab es ihm nicht“
- äð-ti wär təzznäð „sag es(-ti) nicht!“

## Frage
Fragewörter, z. B. mäð „wer?“ oder käyð „was?“, stehen wie im Deutschen gewöhnlich am Satzanfang. Fragen nach dem Subjekt drücken das Verb in der Form des Partizips aus:
- mäð yäðbān (gesprochen: mäǧǧäðbān) „wer ist (fort)gegangen?“
- käyð təssäkkäräð „was tust du?“

Objektssuffixe wandern, wie in negativen Aussagen, an die zweite Position im Satz und damit hinter das Fragewort:
- mäð-ti (gesprochen: mäddi) yuẓẓuʔṛan „wer hat ihn gesehen?“

## Verbalsatz
Als Wortstellung im Verbalsatz kommt sowohl S-V-O als auch V-S-O vor. Es existiert von Substantiven weder eine Kasusmarkierung noch ein „état d'annexion“, wie er in vielen anderen Berbersprachen vorhanden ist. Beispiele:
ämän ägrässän
Wasser gefror
„das Wasser ist gefroren“ (ägrässän ist 3.pl. von yägrässäh; „Wasser“ wird als Plural behandelt)
yəšbä īði ämän-š
trank Hund Wasser-sein
„der Hund hat sein Wasser getrunken“

## Relativsatz
Grundsätzlich nimmt das Bezugswort eines Relativsatzes häufig, wenn auch nicht obligatorisch, das Klitikon -iʔð an (deutsch etwa „der/die/dasjenige“). Wenn das Bezugswort das Subjekt des Relativsatzes bildet, so steht das Verb in der Form des Partizips:
- äräbiy-iʔð yuð̣uṛan „das(jenige) Kind, das fiel“

Fungiert das Bezugswort als Objekt, so wird ein normaler Satz ohne besondere Markierung als Relativsatz dem Bezugswort nachgestellt:
- tənəščəmt-iʔð uẓẓaʔṛag „diejenige Frau - ich sah“ = „die Frau, die ich sah“

In komplexeren Fällen wird der Relativsatz durch äyš eingeleitet, das auch „dass“ bedeutet:
mīn-iʔð äyš äbðāg šär-š
Mann-derjenige dass ich-ging zu-ihm
„der Mann, zu dem ich ging“

## Nichtverbalsatz
Wenn ein Substantiv als Prädikat fungiert, verwendet man eine invariable Kopula äð:
nəttä äð iǧǧ
er COP Mann
„er ist ein Mann“
Ein Adjektiv steht ohne Kopula und wird mit Personalendungen konjugiert (siehe oben im Abschnitt „Adjektiv“).

## Wortschatz
Einige Elemente aus dem Grundwortschatz. Verben sind in der 3. Person sing. mask. des Präteritums zitiert:
| Auge          | tuḍḍ      |
| drei          | kaṛað̣     |
| eins          | yuʔn      |
| essen         | yičšä     |
| Frau          | tənəščəmt |
| fünf          | šäṃṃuš    |
| geben         | yukf̣ä     |
| gehen         | yäðbāh    |
| groß (werden) | yugṃä     |
| gut           | ägmäh     |
| Hand          | ävuʔš     |
| hören         | yugrāh    |
| Mann          | iǧǧ       |
| Mund          | əmmi      |
| Name          | iʔšəm     |
| sagen         | yənnäh    |
| sehen         | yuẓẓaʔṛ   |
| vier          | akkuθ̣     |
| Wasser        | ämän      |
| wissen        | yəssän    |
| zwei          | šinän     |